# James Fogle
James Fogle, né le 29 septembre 1936 à Elcho dans le Comté de Langlade dans le Wisconsin et mort le 23 août 2012 au Monroe Correctional Complex (en) de Monroe dans l’état de Washington, est un criminel multi-récidiviste américain devenu écrivain de roman noir pendant ses nombreuses périodes de captivité. Il est connu pour être l’auteur de Drugstore Cowboy, récit autobiographique adapté au cinéma par Gus Van Sant en 1989 sous le titre éponyme.

## Biographie
Délinquant juvénile, il est arrêté une première fois à l’âge de douze ans pour vol de voiture. Toxicomane et voleur notoire, il reçoit ainsi la première d’une longue série de condamnations qui le verra passer plus de cinquante années de sa vie en prison.
Derrière les barreaux, Fogle reprend ses études, découvre la littérature et devient écrivain. Comme Edward Bunker, Clarence Cooper, Donald Goines et Eddie Little avant ou après lui, il s’inspire de son parcours de criminel et de ses déboires au sein de la société américaine pour écrire.
Son récit le plus célèbre est le roman autobiographique Drugstore Cowboy, écrit en 1976. Au début des années 1970, un groupe de toxicomanes mené par Fogle volent des pharmacies-épiceries (dite drugstores en anglais) à Portland dans l'Oregon pour subvenir à leurs besoins en drogues et en argent. Traqué par la police, le groupe tente des coups de plus en plus audacieux et finit par se faire prendre. Ce récit, adapté au cinéma en 1989 par Gus Van Sant, avec Matt Dillon dans le rôle de Fogle, ainsi que Kelly Lynch, James LeGros et Heather Graham, mit en lumière la vie de Fogle. Ce roman est traduit et publié en France en 2011 par la maison d'éditions 13e note.

## Œuvre

### Romans
- Satan's Sandbox (vers 1971, première version inédite de Drugstore Cowboy)
- Drugstore Cowboy (1976) Publié en français sous le titre Drugstore Cowboy, traduction de Karine Lalechère, Paris, 13e note, 2011.
- Doing It All, inédit
- Needle in the Sky, inédit
- House of Worms, inédit

### Nouvelle
- Adventure in Madness

## Adaptation

### Au cinéma
- 1989 : Drugstore Cowboy, film américain réalisé par Gus Van Sant d’après le roman éponyme, avec Matt Dillon et Kelly Lynch.